# Tobie Mimboe
Tobie Bayard Mimboe (a veces referido como Toby Mimboe) (n. el 30 de junio de 1964) es un futbolista camerunés nacionalizado paraguayo, actualmente se encuentra retirado y radicado en Paraguay.

## Carrera futbolística
Empezó su carrera en el club camerunés Olympic Mvolyé.
En su larga carrera, jugó en Paraguay para el Club Cerro Porteño, Deportivo Recoleta, Colegiales, Sportivo Luqueño y 12 de Octubre Football Club.
En Turquía, jugó en las filas del Gençlerbirliği,
en Argentina para el Club Atlético San Lorenzo de Almagro, en Bolivia para The Strongest y en China para el Shenyang Haishi.
Fue seleccionado por la Selección de fútbol de Camerún y participó en cinco Copas Africanas de Naciones, la de 1996 y la de 1998.
En el año 2011 fue fichado por primera vez en el fútbol de salón participando de la temporada 2011-2012 en el Club Sportivo Atalanta de la Federación Paraguaya de Fútbol de Salón de Paraguay.

## Controversia por su edad
Es mejor recordado por sus certificados de nacimiento 'Peter Pan'. En la Copa Africana de Naciones de 1996 tendría 31 años si hubiera utilizado los mismos documentos que utilizó en América del Sur, lo que indica que nació en 1964. Cuando se unió a Gençlerbirliği después de ese torneo, sus documentos lo revelaron en sus veinte (30 de junio de 1974). En la Copa Africana de Naciones de 1998, dio la fecha de nacimiento el 30 de junio de 1964. 

## Clubes
| Equipo              | País      | Temporada | Partidos[cita requerida] | Goles[cita requerida] |
| ------------------- | --------- | --------- | ------------------------ | --------------------- |
| Olympic Mvolyé      | Camerún   | 1990-1992 | 98                       | 6                     |
| Deportivo Recoleta  | Paraguay  | 1993      | 20                       | 1                     |
| Atlético Colegiales | Paraguay  | 1994      | 15                       | 2                     |
| 12 de Octubre       | Paraguay  | 1995      | 35                       | 5                     |
| Cerro Porteño       | Paraguay  | 1996      | 17                       | 0                     |
| San Lorenzo         | Argentina | 1996-1997 | 7                        | 0                     |
| Gençlerbirliği      | Turquía   | 1997-1998 | 8                        | 0                     |
| Guangzhou           | China     | 2000-2002 | 51                       | 4                     |
| The Strongest       | Bolivia   | 2002-2003 | 40                       | 3                     |
| Sportivo Luqueño    | Paraguay  | 2004-2005 | 12                       | 0                     |
| Total               |           |           | 303                      | 21                    |